# Eumélos de Corinthe
Pour les articles homonymes, voir Eumélos.
Eumélos de Corinthe (en grec ancien Εύμηλος / Eúmêlos) est un poète grec semi-légendaire de Corinthe. Membre de la famille royale des Bacchiades, il a vécu au milieu du VIIIe siècle av. J.-C., ce qui fait de lui un contemporain d'Homère.
Eumélos naît peut-être au début du VIIIe siècle av. J.-C., alors que Corinthe est encore une monarchie. On lui attribue, sous le nom de Corinthiaques, une épopée historique en l'honneur de sa cité : ce poème fut transcrit en prose, probablement au siècle suivant. Il y narre le passé légendaire de Corinthe, et présente la cité sous un jour glorieux (il ne parle pas par exemple de la domination argienne qu'elle connut durant une partie des âges obscurs). Il est aussi l'auteur d'un autre poème épique du même genre, l’Europie. On lui attribue en outre la Bugonie dont parle Varron, mais dont le sujet est inconnu ; une Titanomachie et un poème des Retours.
Enfin, il est encore reconnu pour être l'auteur d'un chant prosodique destiné à la députation que les Messéniens envoyaient à Délos dont il reste deux hexamètres :

« La Muse a empli de bonheur le cœur du dieu d'Ithomè,

elle qui est pure et porte les sandales des hommes libres. »

Eumélos a sûrement connu le passage de la monarchie à l'oligarchie dans sa cité (le roi Télestès se fait assassiner en -747). Il aurait fait partie des premiers colons à s'installer à Syracuse, en Sicile, une colonie grecque fondée par les Corinthiens en -734.